# 林万昌堂
林万昌堂（はやしまんしょうどう）は京都府京都市下京区にある老舗甘栗専門店。

## 概要
1874年に創業し、大正時代より甘栗専門店として営業を開始する。
主力商品は、栗を長時間釜で焼き上げた、いわゆる天津甘栗であるが、甘栗のほか、栗を使った菓子も販売している。「チョコマロン」「栗あいす」など、洋菓子の手法を取り入れた商品も開発されている。
近年ではオンラインショッピングも取り扱うようになり、全国でその味を楽しむことができる。

## 商品ラインナップ
- 袋入り甘栗
- 木箱入り甘栗（贈答用）
- つぶより
- お福和慶
- 栗あいす
- チョコマロン
- 御栗（羊羹）
- 栗炭（品質基準を満たさない栗を炭にしたもの。脱臭効果がある）

## 店舗

### 現存する店舗
- 四条本店　京都府京都市下京区四条通寺町東入ル御旅宮本町3番地
- JR京都伊勢丹店　京都府京都市下京区烏丸通塩小路下ル JR京都伊勢丹店地下1階
- 大丸店　京都府京都市下京区四条通高倉西入立売西町79番地 大丸京都店地下1階

### 過去に存在した店舗
- 二条店　京都府京都市中京区二条通寺町東入ル榎木町
- 髙島屋店　京都府京都市下京区四条通河原町角　高島屋京都店地下1階

## 外部サイト
- 京都お土産・甘栗和菓子の林万昌堂（公式サイト、出典）
- 【京都の老舗甘栗屋】林万昌堂 公式アカウント (@HAYASHI_amaguri) - X（旧Twitter）